# 克拉托斯XQ-58女武神
克拉托斯XQ-58女武神（英語：Kratos XQ-58 Valkyrie）是一款研發中的無人戰鬥航空載具，並計畫於美國空軍服役。它原本被稱為XQ-222。該機於2019年3月5日在猶馬試驗場試飛成功。

## 設計目標
XQ-58女武神是美國空軍研究實驗室的低成本可用飛機技術（LCAAT）計畫的產物。該計畫的目標為開發更好的設計工具，並利用現有的商業製造流程來減少設計時間與成本，從而更快速的設計與建造無人戰鬥航空載具。LCAAT扮演的角色是在戰鬥任務期間伴隨F-22或F-35，部署武器或偵查系統。 LCAAT 最终转变为机外传感站 (OBSS) 项目，克拉托斯于 2021 年获得了该项目的合同，但在 2023 年输给了开发了XQ-67A 的通用原子公司。美国空军认为 XQ-58 机身太小，无法满足合作战斗机项目的要求。
XQ-58 被设计为“忠诚僚机”（英語：loyal wingman），由母机控制以完成侦察等任务，或在受到攻击时吸收敌人的火力。 它采用隐形技术，具有带卷边的梯形机身、V 型尾翼和S 型进气道。 XQ-58 可以作为无人机群的一部分运行，有或没有飞行员直接控制。 XQ-58 可以进行常规起飞和降落，也可以从“不起眼的发射模块”发射，例如支援舰、集装箱和半挂卡车。
克拉托斯公司官员表示，该公司每年可生产 250 至 500 架“女武神”无人机。如果每年生产 50 架，则每架无人机的生产成本为 400 万美元；如果每年生产超过 100 架，则每架无人机的生产成本可能低于 200 万美元。

## 服役历史
XQ-58 的首飞于 2019 年 3 月 5 日进行，距离 克拉托斯 (Kratos) 获得合同大约两年半。计划分两个阶段进行五次试飞，以评估系统功能、空气动力学性能以及发射和回收系统。
2020年7月23日，空军与奎托斯（Kratos）、波音、诺斯洛普·格鲁曼公司和通用原子公司签订了合約，授权这些公司竞争Skyborg计划，该计划旨在部署一种廉价的无人僚机，以在战斗中承受损失，但能够支持有人驾驶敌对环境中的战士；Kratos 可能会使用 XQ-58 作为其提交，尽管它是在低成本可磨损打击演示器 (LCSD) 计划下单独开发的，并且可能会提交另一个机身。2020 年 12 月 7 日，诺斯洛普·格鲁曼公司被淘汰。Kratos 与波音公司和通用原子公司于 2021 年 5 月交付原型機，用于 2021 年 7 月的飞行测试。
2021年3月26日，XQ-58A完成了第六次试飞，首次打开了内部武器舱的门，并释放了27磅（12 公斤）Area-I Altius-600 小型无人机系统（UAS）。
2022 年 12 月，美国海军陆战队订购了两架 XQ-58，用于海军陆战队“穿透式可负担自主协同杀手组合”（PAACK-P）计划的测试，并于 2023 年 10 月在埃格林空军基地进行了首次试飞。2023 年 1 月，美国海军订购了两架 XQ-58，用于与海军陆战队正在进行的测试类似的测试。
2023 年 8 月，一份带图片的报道显示，XQ-58A 与佛罗里达州埃格林空军基地第96测试联队第40飞行实验中队的一架F-15E 攻击鹰编队。
2024 年 4 月 2 日，Kratos 发布了一份新闻稿，涉及 XQ-58 的电子战测试，其中还提到了 MQ-58B 型号。 MQ-58B 旨在执行压制敌方防空系统（SEAD）的任务，是 Kratos 正在开发的至少五种 XQ-58 变体之一。此消息伴随着一项声明，即未来的 Valkyrie 变体将包括用于弹药的机翼下挂架，其中 XQ-58 的渲染图显示有两个机翼下挂架，每个挂架都携带一枚AIM-120先进中程空对空导弹。

## 变体
- XQ-58A：原始原型机正在美国军方各部门进行测试。
- MQ-58B ：目前正在为美国海军陆战队开发用于生产和服役的电子攻击版本。它旨在作为协同战斗机用于SEAD角色，与美国海军陆战队的 F-35 一起作战。[23]

## 規格
資料來源:

### 一般資料
- 乘員：0（無人機）
- 長度：8.8公尺（28英尺10英吋）
- 翼展：6.7公尺（22英尺）

### 性能
- 最高速度：1050公里/時（652英里/時）；0.85馬赫
- 巡航速度： 882公里/時 （548英里/小时）；0.72馬赫
- 實用升限：13715公尺（44997英尺）
- 作戰半徑：3941公里（2449英里;2128海浬）

### 武裝
- 武器掛載點：兩個武器艙，每個武器艙四個掛載點，每個掛載點可掛載250公斤（550磅）重的武器
- 可攜帶炸彈：

聯合直接攻擊炸彈、GBU-39小直徑炸彈
- 可攜帶無人機：

ALTIUS-600無人機